# Aéroport Charles de Gaulle 2e gare (métro de Paris)
Aéroport Charles de Gaulle 2e gare est une éventuelle station de la ligne 17 du métro de Paris, réservée à titre conservatoire, qui serait située sur le territoire de la commune du Mesnil-Amelot, dans le département de Seine-et-Marne.

## Situation sur le réseau
La station s'intercalerait entre les stations Aéroport Charles-de-Gaulle 2 TGV et  Le Mesnil-Amelot, terminus septentrional de la ligne 17.

## Histoire
Alors que le projet de métro du Grand Paris n'envisageait à l'origine qu'une seule station au niveau du Terminal 2 pour desservir l'aéroport Charles-de-Gaulle, l'idée d'une deuxième station a émergé en 2010 lors du débat public afin de desservir le futur Terminal 4, à la demande d'Aéroports de Paris (ADP). Elle est définitivement incluse dans le schéma d'ensemble du Grand Paris Express en 2011 sous le nom Aéroport Charles-de-Gaulle Terminal 4. Sa réalisation étant liée à celle du nouveau terminal, l'ouverture est cependant prévue postérieurement au reste de la ligne 17. 
En 2022, le projet de terminal 4 de l'aéroport Charles-de-Gaulle, incohérent avec les objectifs de lutte contre le changement climatique et de protection de l'environnement de la France, est abandonné par l'État. Le financement de la station Aéroport Charles-de-Gaulle Terminal 4 n’étant plus assuré, elle est donc déprogrammée et prévue uniquement à titre conservatoire. L'infrastructure permettra sa construction éventuelle à une date ultérieure, sous condition de l'approbation d'une version révisée du Terminal 4. Elle est désormais simplement désignée par la Société du Grand Paris comme la 2e gare de l'aéroport mais, en décembre 2023, aucune étude sur cette station n’a été menée. En octobre 2024, la SGP renonce officiellement à la mise en service de cette station à l'horizon de la mise en service du reste de la ligne.

## Services aux voyageurs

### Intermodalité
La gare serait située à proximité de la station Parking PX du CDGVAL, sous réserve de modifications liées à la réalisation du Terminal 4.